# Aldo Bressan
Aldo Bressan (Gradiška na Soči kod Gorice, 1925. – Rijeka, 28. ožujka 2013.), hrvatski novinar, povjesničar i glumac. Istaknuti novinar i aktivist Talijanske zajednice u Rijeci (Comunita' degli Italiani di Fiume).
Bio je glumac u talijanskom drami u HNK Ivana pl. Zajca u Rijeci. Godinama je vodio uredništvo programa na talijanskom jeziku Hrvatskog radija - Radio Rijeka. Bio je glavni urednik Radio Kopra. Dugo je godina radio u EDIT-u, dnevniku La voce del popolo, Panorami kojima je bio glavni urednik. S Lucianom Giuricinom napisao je knjigu Fratelli nel sangue.